# Ceratostylis vonroemeri
Ceratostylis vonroemeri är en orkidéart som beskrevs av Johannes Jacobus Smith. Ceratostylis vonroemeri ingår i släktet Ceratostylis och familjen orkidéer. Inga underarter finns listade i Catalogue of Life.